# Ronno
Ronno és un municipi francès situat al departament del Roine i a la regió d'Alvèrnia-Roine-Alps. L'any 2007 tenia 599 habitants.

## Demografia

### Població
El 2007 la població de fet de Ronno era de 599 persones. Hi havia 228 famílies de les quals 52 eren unipersonals (20 homes vivint sols i 32 dones vivint soles), 88 parelles sense fills, 84 parelles amb fills i 4 famílies monoparentals amb fills.
La població ha evolucionat segons el següent gràfic:
Habitants censats

### Habitatges
El 2007 hi havia 313 habitatges, 234 eren l'habitatge principal de la família, 54 eren segones residències i 26 estaven desocupats. 285 eren cases i 27 eren apartaments. Dels 234 habitatges principals, 173 estaven ocupats pels seus propietaris, 56 estaven llogats i ocupats pels llogaters i 5 estaven cedits a títol gratuït; 5 tenien dues cambres, 32 en tenien tres, 67 en tenien quatre i 130 en tenien cinc o més. 184 habitatges disposaven pel capbaix d'una plaça de pàrquing. A 95 habitatges hi havia un automòbil i a 127 n'hi havia dos o més.

### Piràmide de població
La piràmide de població per edats i sexe el 2009 era:
| Homes | Edats   | Dones |
| ----- | ------- | ----- |
| 4     | 95 o +  | 0     |
| 0     | 90 a 94 | 0     |
| 0     | 85 a 89 | 8     |
| 0     | 80 a 84 | 0     |
| 0     | 75 a 79 | 12    |
| 8     | 70 a 74 | 4     |
| 24    | 65 a 69 | 16    |
| 8     | 60 a 64 | 16    |
| 16    | 55 a 59 | 12    |
| 36    | 50 a 54 | 16    |
| 40    | 45 a 49 | 36    |
| 4     | 40 a 44 | 16    |
| 12    | 35 a 39 | 16    |
| 16    | 30 a 34 | 20    |
| 28    | 25 a 29 | 12    |
| 4     | 20 a 24 | 12    |
| 32    | 15 a 19 | 32    |
| 12    | 10 a 14 | 24    |
| 16    | 5 a 9   | 12    |
| 20    | 0 a 4   | 28    |

## Economia
El 2007 la població en edat de treballar era de 386 persones, 280 eren actives i 106 eren inactives. De les 280 persones actives 264 estaven ocupades (148 homes i 116 dones) i 16 estaven aturades (2 homes i 14 dones). De les 106 persones inactives 48 estaven jubilades, 35 estaven estudiant i 23 estaven classificades com a «altres inactius».

### Ingressos
El 2009 a Ronno hi havia 236 unitats fiscals que integraven 615,5 persones, la mediana anual d'ingressos fiscals per persona era de 17.569 €.

### Activitats econòmiques
Dels 18 establiments que hi havia el 2007, 3 eren d'empreses de fabricació d'altres productes industrials, 4 d'empreses de construcció, 2 d'empreses de comerç i reparació d'automòbils, 1 d'una empresa de transport, 3 d'empreses d'hostatgeria i restauració, 1 d'una empresa financera, 3 d'empreses de serveis i 1 d'una empresa classificada com a «altres activitats de serveis».
Dels 7 establiments de servei als particulars que hi havia el 2009, 1 era un taller de reparació d'automòbils i de material agrícola, 2 paletes, 1 guixaire pintor i 3 restaurants.
L'any 2000 a Ronno hi havia 29 explotacions agrícoles que ocupaven un total de 1.083 hectàrees.

## Equipaments sanitaris i escolars
El 2009 hi havia una escola elemental.

## Poblacions més properes
El següent diagrama mostra les poblacions més properes.